# Vivencíolo
Vivenciolo (em latim: Viventiolus Lugdunensis; em francês:  Vivientol) foi arcebispo de Lugduno (moderna Lyon, na França) de 514 até sua morte em 12 de  julho de 524 e sua festa é 12 de julho, data de sua morte. 

## História
Vivenciolo era filho de Aquilino (c. 430–ca.470), um nobre de Lugduno que foi amigo e companheiro de estudos de Sidônio Apolinário. Seu irmão era São Rústico, arcebispo de Lugduno.